# Helle (Groß Pankow)
Helle ist ein Ortsteil der Gemeinde Groß Pankow (Prignitz) im Landkreis Prignitz, Brandenburg. Zu Helle gehören die Gemeindeteile Groß Langerwisch und Neudorf. Insgesamt leben 308 Einwohner im Ortsteil, davon jedoch nur 37 im Ort Helle selbst. Das Dorf Helle ist ein typischer Rundling in einer landwirtschaftlich geprägten Landschaft.

## Geographie

### Geographische Lage
Der Groß Pankower Ortsteil Helle liegt in der historischen Landschaft Prignitz südlich der Stadt Putlitz und westlich der Stadt Pritzwalk. Naturräumlich befindet sich Helle im Nordbrandenburgischen Platten- und Hügelland.
Die Westgrenze der Gemarkung Helle folgt der Stepenitz. Im äußersten Südwesten mündet von rechts die Dömnitz, die Helles Südgrenze bildet. Durch die Gemarkung fließt zudem ein Nebenfluss der Dömnitz, die Kümmernitz, die im Norden mit ihrem Zufluss Elsbaek einen Teil der Grenze markiert.
Der tiefste Punkt des Ortsteils liegt im Südwesten am Zusammenfluss von Dömnitz und Stepenitz auf etwa 39 Metern über dem Meeresspiegel, der höchste Punkt mit etwa 77 Metern im Osten auf der Grenze zum Pritzwalker Ortsteil Schönhagen.

### Gliederung
Zu Helle gehören neben Helle mit 42 Einwohnern auch die Gemeindeteile Groß Langerwisch mit 215 Einwohnern und Neudorf mit 35 Einwohnern. Klein Langerwisch ist ein benannter Wohnplatz in Helle.

### Schutzgebiete
In der Gemarkung Helle liegt das rund acht Hektar umfassende Naturschutzgebiet Bergsoll, ein Feuchtgebiet. Helle hat ebenfalls Anteil am Naturschutzgebiet Stepenitz entlang des gleichnamigen Flusses. Eingebettet ist die ganze Gemarkung zudem in das großflächige Landschaftsschutzgebiet „Agrarlandschaft Prignitz-Stepenitz“.

## Geschichte
Die älteste erhaltene urkundliche Erwähnung Helles stammt aus dem Jahr 1472, als Busse Gans zu Putlitz seinen unehelichen Sohn Alard erblich mit einem Zweihufenhof versorgte. Die Beziehungen der so in Helle etablierten Familie Alard und derer zu Putlitz hielten über Generationen an.
Im 17. und 18. Jahrhundert begehrten Untertanen aus Helle und benachbarten Dörfern gegen die Edlen Herren Gans zu Putlitz wegen zu leistender Dienste mehrfach auf, so 1688 mit dem Bevollmächtigten Joachim Giesel, dem Dorfvorsteher von Kuhbier.
Mitte des 18. Jahrhunderts war die Feldmark Langerwisch wüst. Friedrich der Große ordnete zu dieser Zeit an, wüste Flächen neu zu besiedeln, was Anlass zur Entwirrung der Besitzverhältnisse über Langerwisch gab. Danach gehörte der größere Teil den von Rohr, die eine Kleinkolonie und das Gut Groß Langerwisch errichteten, und Gans zu Putlitz, die das Vorwerk Klein Langerwisch nebst Kleinstkolonie anlegten. Klein Langerwisch sowie Groß Langerwisch gehörten zum Gutskomplex Laaske-Burgof Putlitz. Letzter Eigentümer waren Walter Gans zu Putlitz (1873–1937) respektive seine beiden jüngeren Söhne Gebhard (1901–1948) und Walter.
Zur Zeit der DDR war in Groß Langerwisch das VEG Tierzucht Groß Langerwisch mit einem Bestand von mehreren Tausend Schafen ansässig. In Neudorf wurden Schweine gezüchtet.
Am 1. Januar 1957 wurde Groß Langerwisch nach Helle eingemeindet. Am 31. Dezember 2002 entstand die Gemeinde Groß Pankow (Prignitz) durch Zusammenschluss mehrerer zuvor eigenständiger Gemeinden, darunter Helle.

## Kultur und Sehenswürdigkeiten
Die heutige Kirche in Helle ist bereits der dritte Kirchenbau an dieser Stelle. Sie wurde von Georg Büttner im Heimatstil entworfen und 1913 erbaut. In ihr vereinen sich Elemente der florentinischen Renaissance und des Barocks mit mittelalterlichen Formen des Vorgängerbaus. Der Flügelaltar stammt aus dem Jahr 1485.
Auf der Liste der Baudenkmale in Groß Pankow (Prignitz) steht außerdem die Gutsanlage in Groß Langerwisch mit dem spätklassizistischen, um 1830 erbauten Gutshaus, einer Scheune und der angrenzenden Parkanlage.
Durch Helle führen zwei prominente Radfernwege. Die Tour Brandenburg gilt als längster Radfernweg Deutschlands, während die Gänsetour entlang der Stepenitz auf den Spuren der Edlen Herren Gans zu Putlitz durch die Prignitz verläuft.
In Helle befindet sich das erste Islandpferdegestüt Ostdeutschlands. Ein Waldsportplatz nahe der Mündung des Elsbaeks in die Kümmernitz wird für den Pferdesport genutzt.

## Verkehr
In Groß Langerwisch liegt ein Haltepunkt an der Eisenbahnstrecke Pritzwalk–Putlitz. Auf ihr wird Schülerverkehr durch die Eisenbahngesellschaft Potsdam betrieben. Die Strecke war zu Beginn des 21. Jahrhunderts mehrfach von der Stilllegung bedroht, zum 1. August 2016 wurde die Bahnstrecke endgültig stillgelegt. 